# Panaxia privata
Panaxia privata är en fjärilsart som beskrevs av Kettlewell 1943. Panaxia privata ingår i släktet Panaxia och familjen björnspinnare. Inga underarter finns listade i Catalogue of Life.